# فريدريك بالارد وليامز
فريدريك بالارد وليامز (بالإنجليزية: Frederick Ballard Williams)‏ هو رسام أمريكي، ولد في 21 أكتوبر 1871 في بروكلين في الولايات المتحدة، وتوفي في 11 ديسمبر 1956.